# Riimmajavri
Riimmajavri är en sjö i Finland. Den ligger i kommunen Enontekis i landskapet Lappland, i den norra delen av landet, 1 000 km norr om huvudstaden Helsingfors. Riimmajavri ligger 678,7 meter över havet. Trakten runt Riimmajavri består i huvudsak av gräsmarker. Arean är 78,7 hektar och strandlinjen är 5,79 kilometer lång. Sjön  ingår i Torne älvs huvudavrinningsområde. 